# Shawnee, Kansas
Shawnee är en stad i Johnson County i delstaten Kansas, USA med 63 219 invånare (2011). Shawnee är en av 25 städer i Kansas i egentlig mening, first class city.